# わたし純なのよ
『わたし純なのよ』（わたしじゅんなのよ、原題・英語: The Girl from Missouri）は、1934年に製作・公開されたアメリカ合衆国の映画である。

## 概要
アニタ・ルースとジョン・エマーソンのオリジナル脚本を基にジャック・コンウェイが監督、ジーン・ハーロウとライオネル・バリモア、フランチョット・トーンが出演している。

## キャスト
- イーディ：ジーン・ハーロウ
- T・R・ペイジ：ライオネル・バリモア
- T・R・ペイジ・ジュニア：フランチョット・トーン
- フランク：ルイス・ストーン
- キティ：パッツィ・ケリー

## スタッフ
- 監督：ジャック・コンウェイ
- 脚本：アニタ・ルース、ジョン・エマーソン
- 音楽：ウィリアム・アクスト
- 撮影：レイ・ジューン
- 編集：トム・ヘルド
- 美術：セドリック・ギボンズ
- 衣裳：エイドリアン
- 録音：ダグラス・シアラー